# 조니 크라이스트
조나탄  레위스 세워드(Jonathan Lewis Seward, 1984년 11월 18일 ~ )는 미국의 음악가로,흔히 조니 크라이스트로 알려진 베이시스트로   미국의 헤비 메탈밴드인 어벤지드 세븐폴드에서 베이시스트이자 배킹보컬 맡고있다.

## 유년시절
조나탄 세워드는 미국 헌팅턴비치 캘리포니아의 마리나 하이스쿨에 다녔다.
그는 고등학교를 통해 정식으로 엠 섀도우스, 재키 벤전스, 시니스터 게이츠, 더 레브를 만났지만 이전에 세워드는 게이츠,레브와는 알고있던 사이였으며,그후 셰도우스,제키와 만난것이다 이것으로 2002년 그는 어벤지드 세븐폴드의 베이시스트로 자리를 잡았고 조니는 음악들의 페이스를 잘맞추어 독특하게 아주빨리 그가 베이스 기타리스트가 될수 있었고 레브가 말하길 "내가 생각하기엔 조니처럼 빨리 베이시스트가 될수있는 사람을 없을것이라 생각한다" 라고 했다. 조니는 제키의 동생인 멧 베이커와도 친구였다.

## 음악커리어
조니는 어벤지드 세븐폴드의 베이시스트가 되기 위해 몇주 동안 학교를 빠졌다,왜냐하면 어벤지드 세븐폴드멤버들과 투어기간 동안 같이 있었다. 그는 그 몇주 동안 어벤지드 세븐폴드의 베이시스트가 되기 위해 고등학교를 중퇴했다.
그후 그는 처음으로 어벤지드 세븐폴드의 2집 앨범인 Waking The Fallen을 녹음했다. 제키 벤전스가 조니 크라이스트라는 이름을 만들기전에 그는 조니라고 싸인을 했었고 All Excess에서 조니가 말하길 "그것은 모두가 싫어했을 것이고 정말 대담하게 느겼고 나는 그것과 함께 가야겠다" 그는 오렌지카운티 캘리포니아에 살고있다.
Nightmare 앨범 이후 그는 라이브 공연에서 Nightmare,Seize the day, God Hates Us,Not Ready to Die, Shepherd of fire 같은 노래에서 배킹보컬(그는 스크리밍도 했다)을 하기 시작했다.

## 음반
어벤지드 세븐폴드
- Waking The Fallen (2003)
- City of Evil (2005)
- Avenged Sevenfold (2007)
- Live in the LBC & Diamonds in the Rough (2008)
- Nightmare (2010)
- Hail to the King (2013)
- The Stage (2016)